# Kristdala
Kristdala – miejscowość (tätort) w Szwecji, w regionie administracyjnym (län) Kalmar, w gminie Oskarshamn.
Według danych Szwedzkiego Urzędu Statystycznego liczba ludności wyniosła: 1016 (31 grudnia 2015), 1002 (31 grudnia 2018) i 1004 (31 grudnia 2019).